# پل گاشه

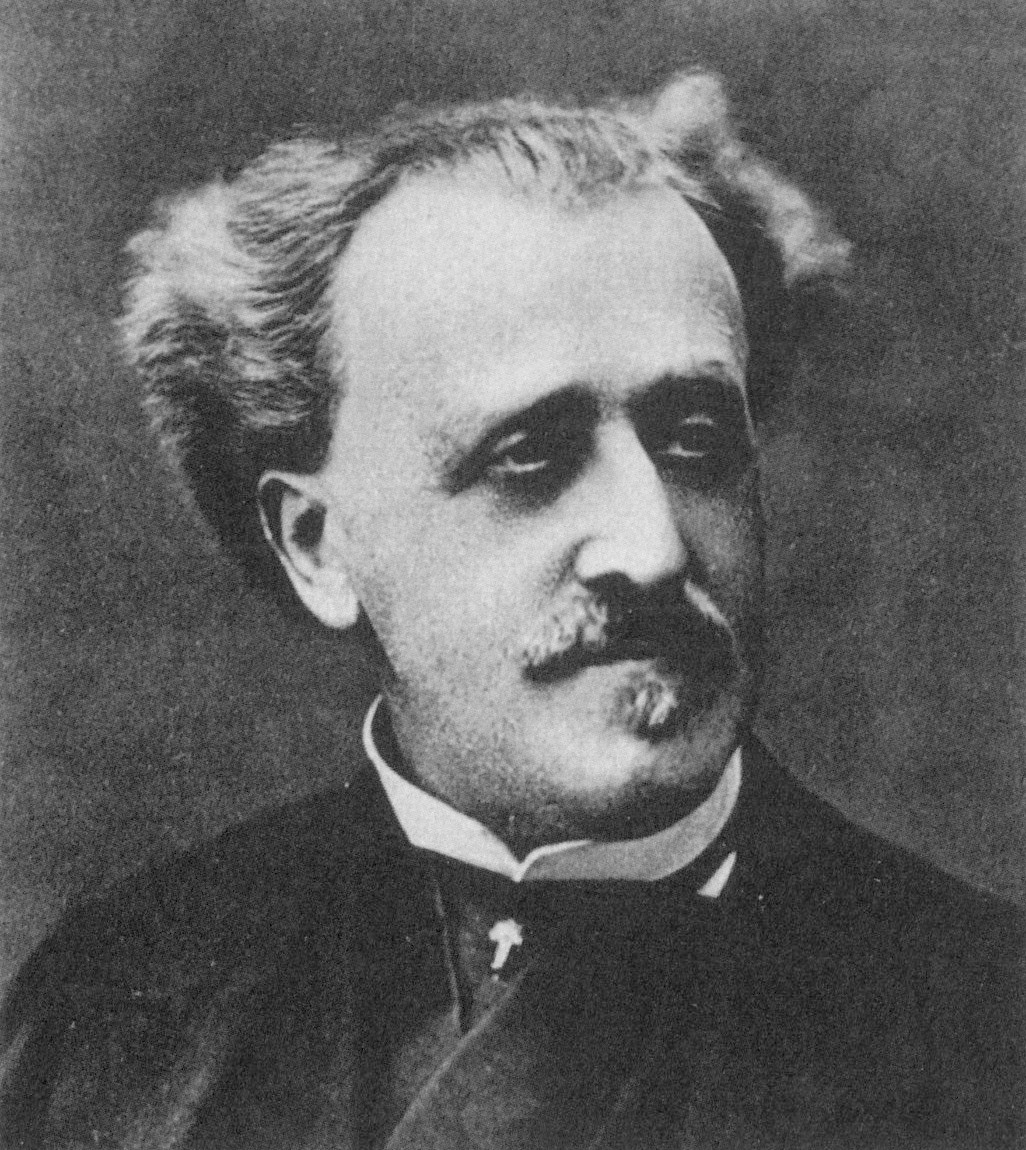
پل گاشه

پل فردیناند گاشه (به انگلیسی: Paul-Ferdinand Gachet) (زاده ۳۰ ژوئیه ۱۸۲۸ – درگذشته ۹ ژانویه ۱۹۰۹) یک پزشک فرانسوی بود که بیشتر به خاطر معالجه نقاش مشهور ونسان ون گوگ در زمان اقامت در اور سور اواز در طی هفته‌های آخر زندگی اش شناخته شده است. گاشه حامی بزرگ هنرمندان جنبش امپرسیونیست بود. در حقیقت خود او یک نقاش آماتور بود که کارهایش را با نام «پل فون رایسل» که اشاره به نام محل تولدش بود امضاء می‌کرد. نام گاشه از کلمه هلندی "Ryssel" در واقع Rijssel می‌آید که نام هلندی لیل بود.

## گاشه و ونسان ون گوگ
برادر ونسان ون گوگ تئو، فکر می‌کرد به دلیل پیش زمینه و احساس گاشه نسبت به هنرمندان او در طی درمان دکتر ایده‌آلی برای ونسان خواهد شد. خیلی زود بعد از دیدن گاشه، بهر حال، ونسان در مورد مفید بودن او شک کرد. ونسان در نامه‌ای به برادرش او را چنین توصیف کرد: «فکر می‌کنم او از من بیشتر بیمار است.»
گاشه با توجه به خودکشی ون گوگ که ده هفته بعد از مشاوره با او صورت گرفت بسیار مورد انتقاد قرار گرفته است. بهر حال ون گوگ یا تمایل نداشت یا قادر نبود نصیحت دکترش را پذیرفته و خوردن الکل و سیگار کشیدن را ترک کند. به گفتهٔ آرنولد: «هیچ‌یک از پزشکان آن زمان برای جلوگیری از پیشرفت بیماری ون گوگ نمی‌توانستند کار زیادی انجام دهند.»  او خلاصه می‌کند معالجه پزشکی که پزشکان مختلف روی ون گوگ انجام دادند عبارت بود از:اظهار نظر کلی که انتظار می‌رود در مورد یک بیماری ناشناخته و یک بیمار سختگیر داشته باشند.»

## موضوع هنر
اگر بخواهیم از چند نفر اسم ببریم پیسارو، رنوار ،مونه ،سزان و نوربرت گنوت تنها چند نفر از افرادی بودند که گاشه با آنها دوست بود و درمانشان کرد. او قبل از مرگش در سال ۱۹۰۹ یکی از بزرگترین مجموعه‌های هنری سبک امپرسیونیست اروپا را جمع‌آوری کرده بود. گاشه، همسرش و خانه‌اش موضوع چندین نقاشی هنرمندان مشهور بودند از جمله:

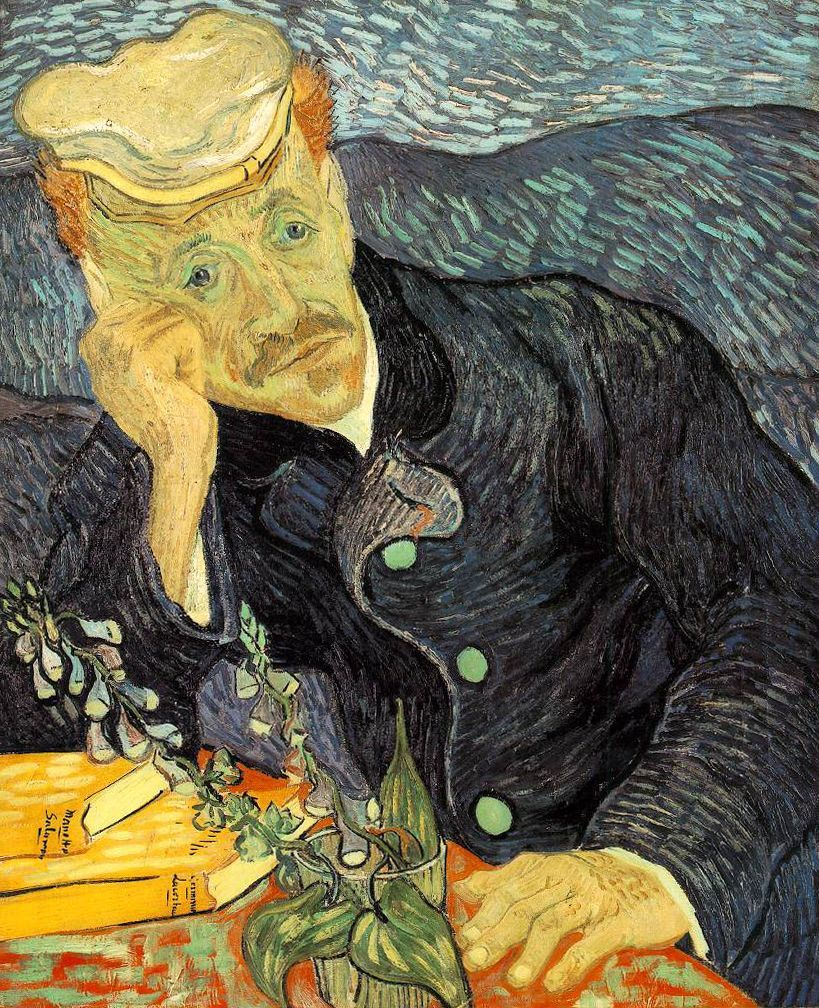
پرتره دکتر گاشه، توسط ونسان ون گوگ (۱۸۹۰)
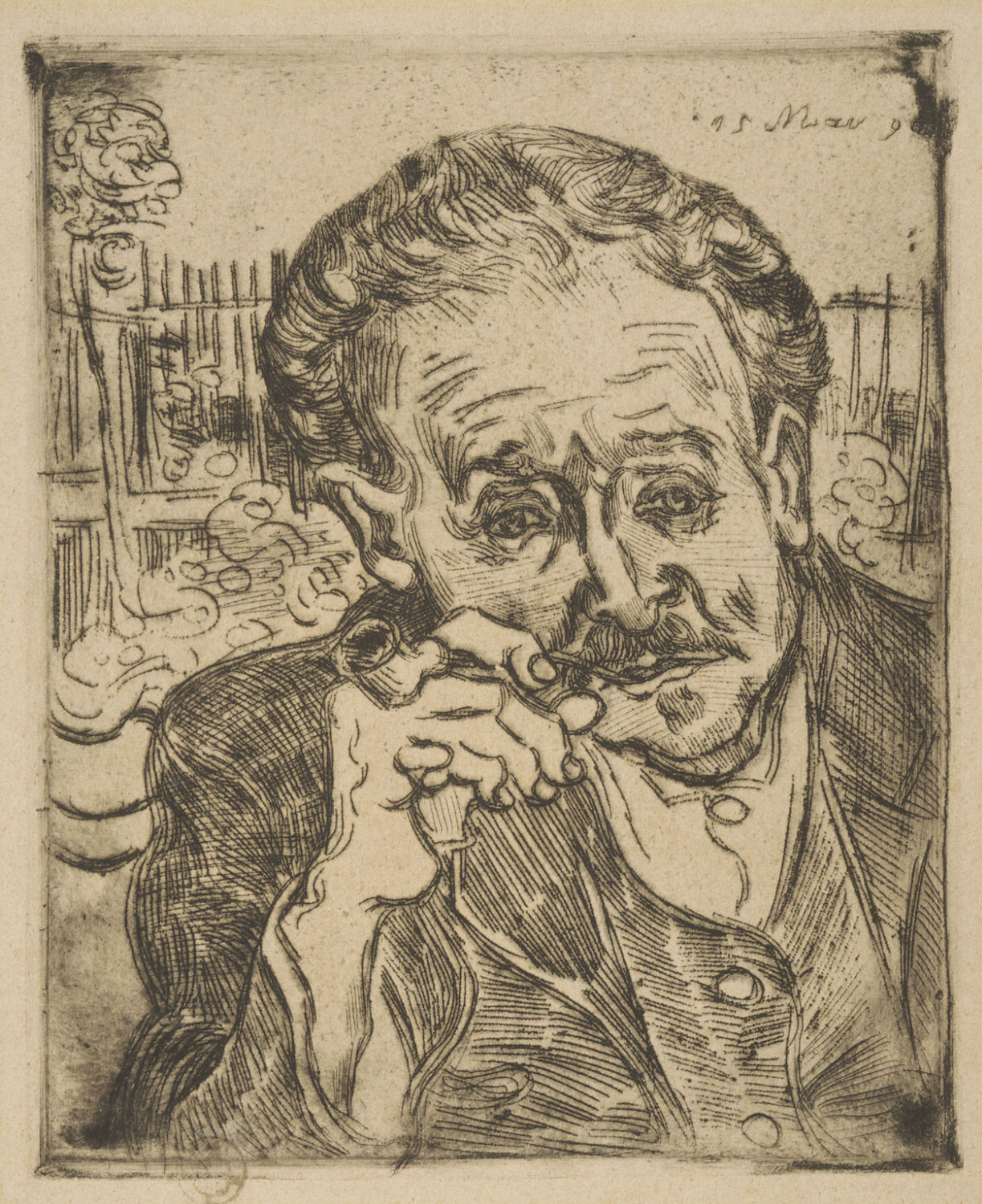
دکتر گاشه چاپ فلزی توسط ونسان ون گوگ (۱۸۹۰)
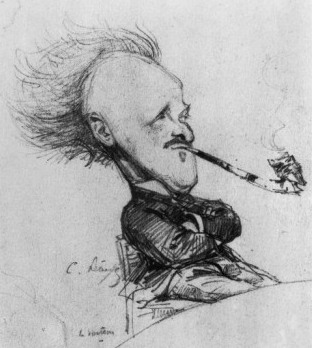
پل گاشه توسط چارلز ویندر (۱۸۸۷)
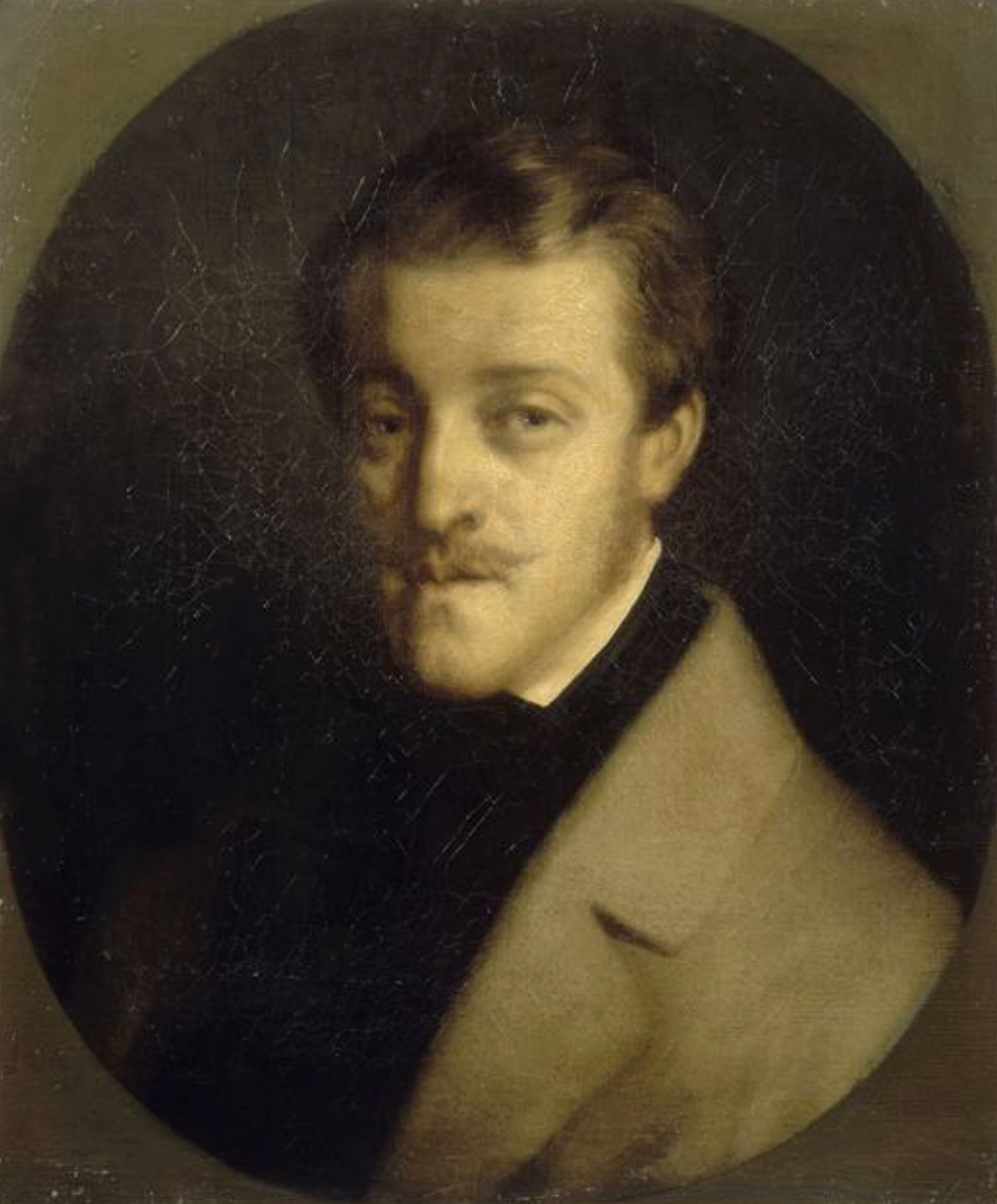
پل گاشه توسط آمبریوس دترز (۱۸۵۰-۱۸۵۲)
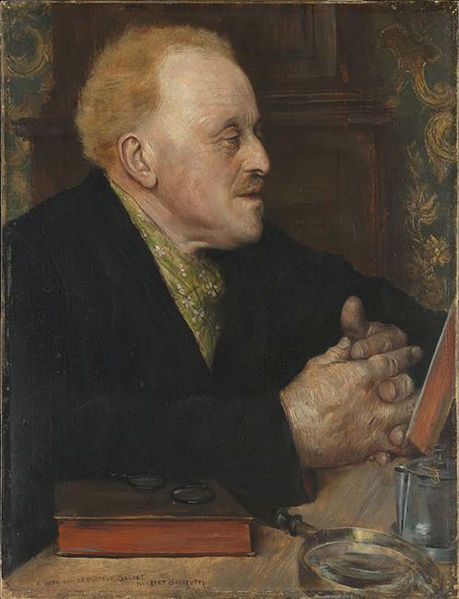
پل گاشه نقاشی توسط نوربرت گنوت (۱۸۹۱) ، موزه اورسی ، پاریس
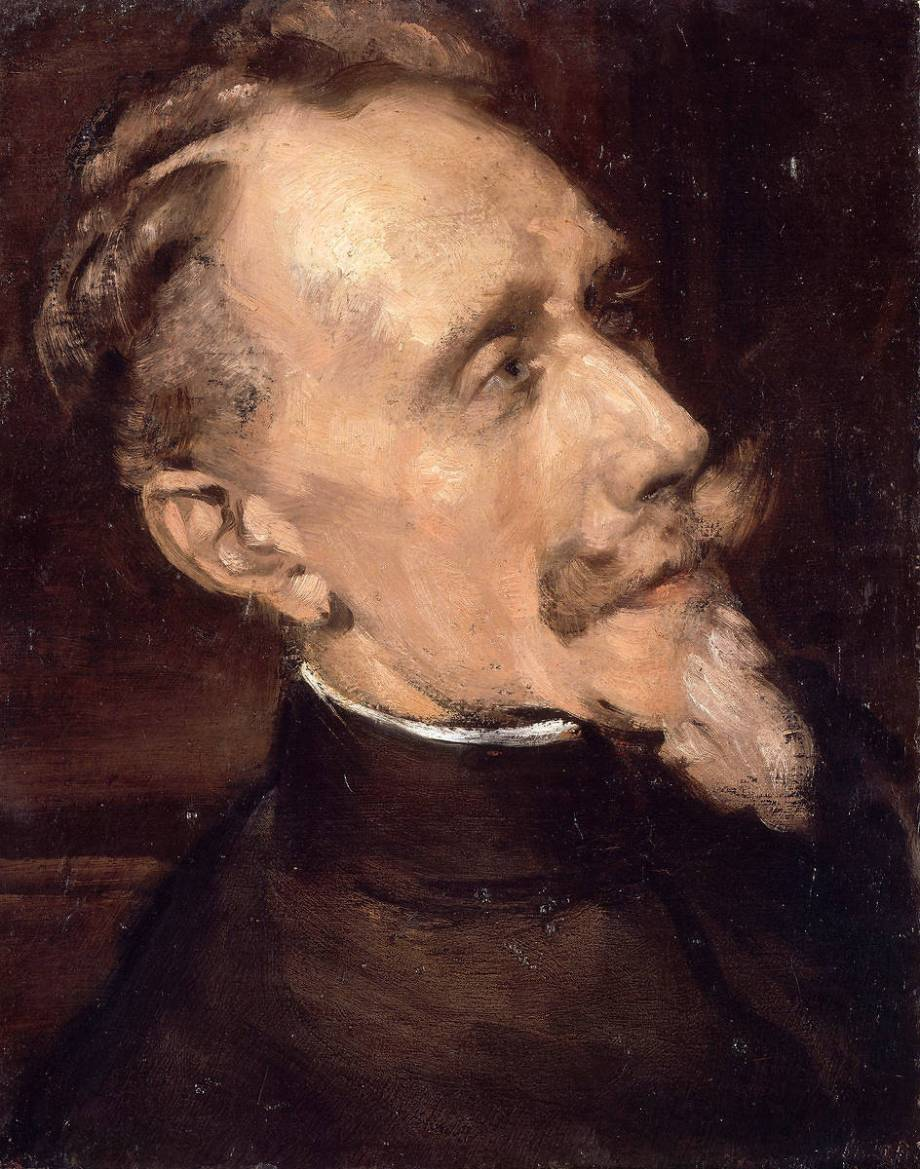
پل گاشه توسط امیل برنار (۱۹۲۶ انتشار پس از مرگ) موزه اورسی
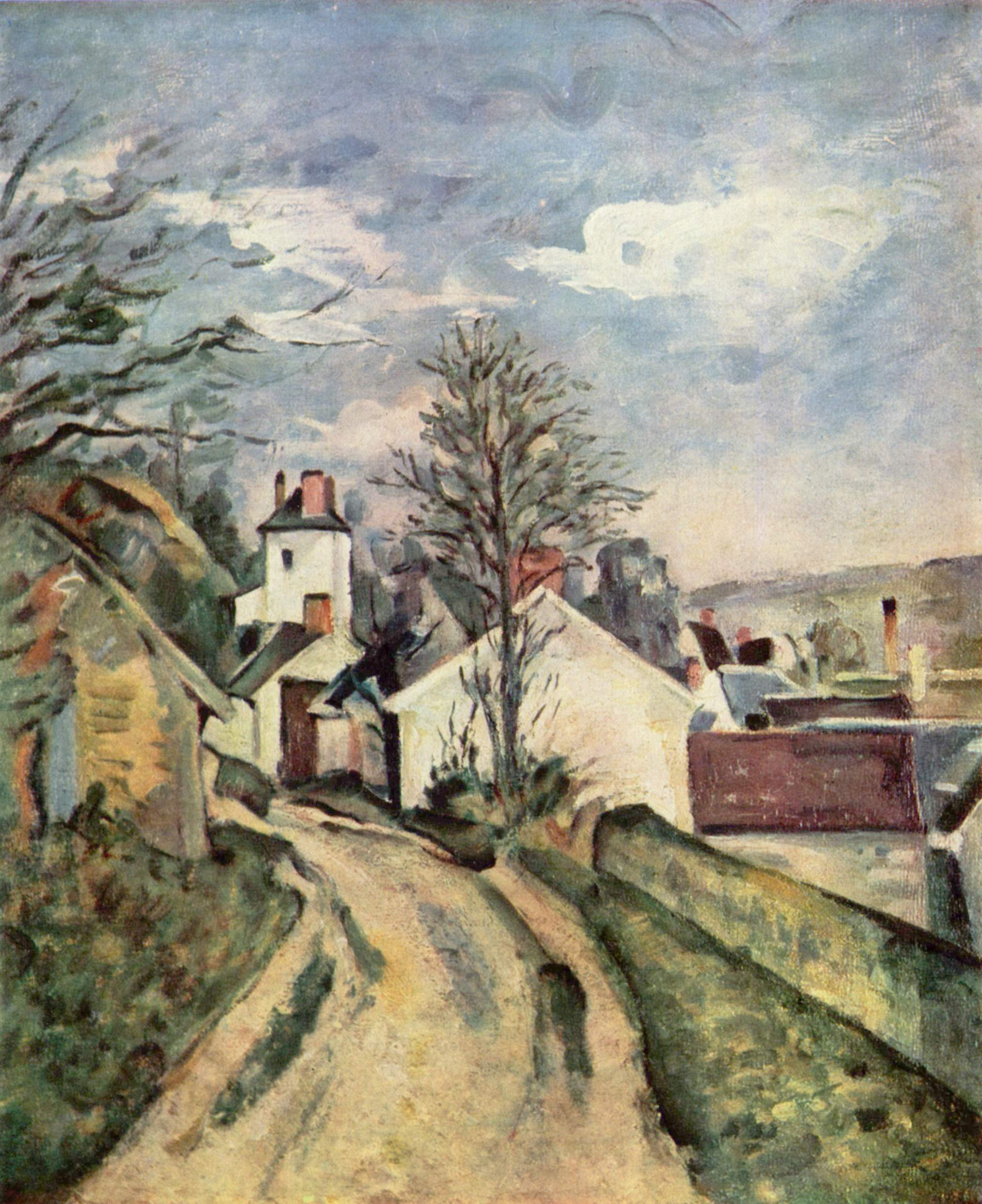
پل سزان، خانه دکتر گاشه در اوارز (۱۸۷۲-۱۸۷۳) موزه اورسی